# Take You Higher
Take You Higher (em português: Fique Mais Alto) é o título de uma canção dos DJs e produtores australianos Hook N Sling e Goodwill. Foi lançada em 31 de outubro de 2011 como um single e alcançou o top dez na Bélgica e na Polônia. Depois, estreou nas rádios brasileiras no final de 2012 e entrou na nona edição da coletânea Summer Eletrohits em fevereiro do ano seguinte.

## Letra e videoclipe
Há um sample da canção "Big Jet Plane", da dupla australiana Angus & Julia Stone. O videoclipe foi dirigido por Benn Jae e estreou em novembro de 2011, filmado na costa leste de Nova Gales do Sul.

## Faixas
Download digital - Europa (2011)
1. "Take You Higher" - 3:09

## Desempenho nas paradas
| Parada (2011-2012)                | Melhor posição |
| --------------------------------- | -------------- |
| Bélgica (Ultratop 50 de Flandres) | 3              |
| Bélgica (Ultratop 50 da Valônia)  | 5              |
| Países Baixos (Single Top 100)    | 82             |
| Polónia (Polish Airplay Top 100)  | 3              |